# Unión de Fuerzas para la Democracia y el Desarrollo
La Unión de Fuerzas para la Democracia y el Desarrollo (UFDD) es una liga de grupos rebeldes chadianos contra el actual presidente Idriss Déby. Fue fundada en octubre de 2006 bajo el liderago de Mahamat Nouri.
La alianza se compone de los grupos rebeldes:
- Unión de Fuerzas para la Democracia y Progreso
- Consejo Democrático Revolucionario
- Fuerzas Unidas para el Cambio

## Actividad
La guerrilla comenzó su actividad el 22 de octubre de 2006 cuando la recién formada Unión atacó la ciudad de Goz Beida. Tras informaciones confusas se supo que la Unión había capturado la ciudad, con varias otras ciudades como Am Timan.
Posteriormente comenzaron a hacerse el poder con otra ciudades desde el desértico norte hasta llegar en el fértil sur a la capital del país primero en la Primera batalla de Yamena donde fueron repelidos por la intervención del ejército francés y luego en la de 2008 con mayor éxito.
En 2016 nace el Frente por el Cambio y la Concordia en Chad escindido de la UFDD, este grupo está liderado por Mahamat Mahdi Ali, quien estudió en Francia donde fue miembro del Partido Socialista miembro. El grupo es considerado por las autoridades "el mejor provisto de combatientes y armas". La FACT lideró la última gran ofensiva desde bases de retaguardia en Libia, que dejó la muerte del presidente Déby el 19 de abril de 2021, y semanas después la junta militar que tomó el poder, encabezada por su hijo, el general Mahamat Idriss Déby Itno, afirmó haber matado a varios cientos de combatientes de la FACT, que se retiraron al sur de Libia. FACT se negó a firmar el acuerdo con el gobierno y dijo en un comunicado que este "rechazo es concomitante con la falta de consideración de nuestras demandas", como la liberación de los presos. El grupo rebelde también afirmó que "permanece disponible para el diálogo en todas partes y siempre".